# Bahnstromkraftwerk Bad Abbach
Das Bahnstromkraftwerk Bad Abbach ist ein Laufwasserkraftwerk an der Donau und wird teilweise auch als Triebwerk Bad Abbach bezeichnet.
Das von 1998 bis 2000 erbaute Kraftwerk liegt bei Oberndorf, einem Ortsteil von Bad Abbach. Es nutzt den Pegelunterschied zwischen dem Schleusenkanal und der Donau. Der Einlauf liegt etwa bei Flusskilometer 2399,35, der Auslauf in das Unterwasser des Nordarms liegt bei etwa 2397,8 N. Die elektrische Leistung des von der Bayernwerk-Wasserkraft AG errichteten Kraftwerks beträgt 3,5 MW.
Das Kraftwerk stellt ausschließlich Bahnstrom zur Verfügung. Wegen der geringen Leistung des Kraftwerks wird die elektrische Energie mit einer Spannung von 15 kV direkt in die Oberleitung eingespeist. Dies gab es in dieser Form in Deutschland nur noch beim 2013 stillgelegten Wasserkraftwerk Kammerl. Alle anderen deutschen Bahnstromkraftwerke speisen in das übergeordnete 110-kV-Bahnstromnetz der DB Energie GmbH ein.
Das Kraftwerk Bad Abbach, das normalen Dreiphasenwechselstrom für das Verbundnetz erzeugt, befindet sich knapp 4 km stromaufwärts.

## Galerie

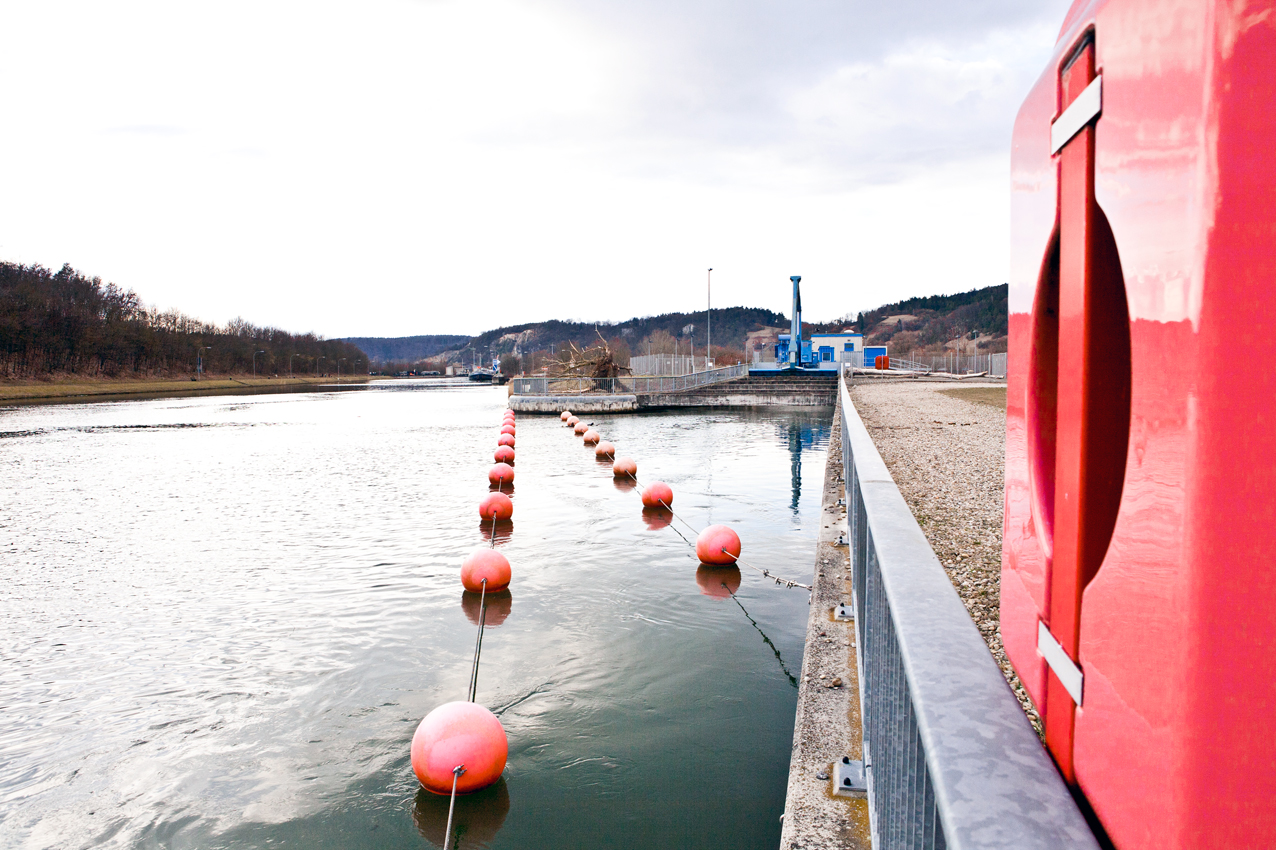
Links: Zufahrt zur Schleuse Bad Abbach (Oberwasser). Rechts: Zulauf zum Bahnstromkraftwerk (Oberwasser) und hydraulische Maschine zur Reinigung des Rechens (blau).
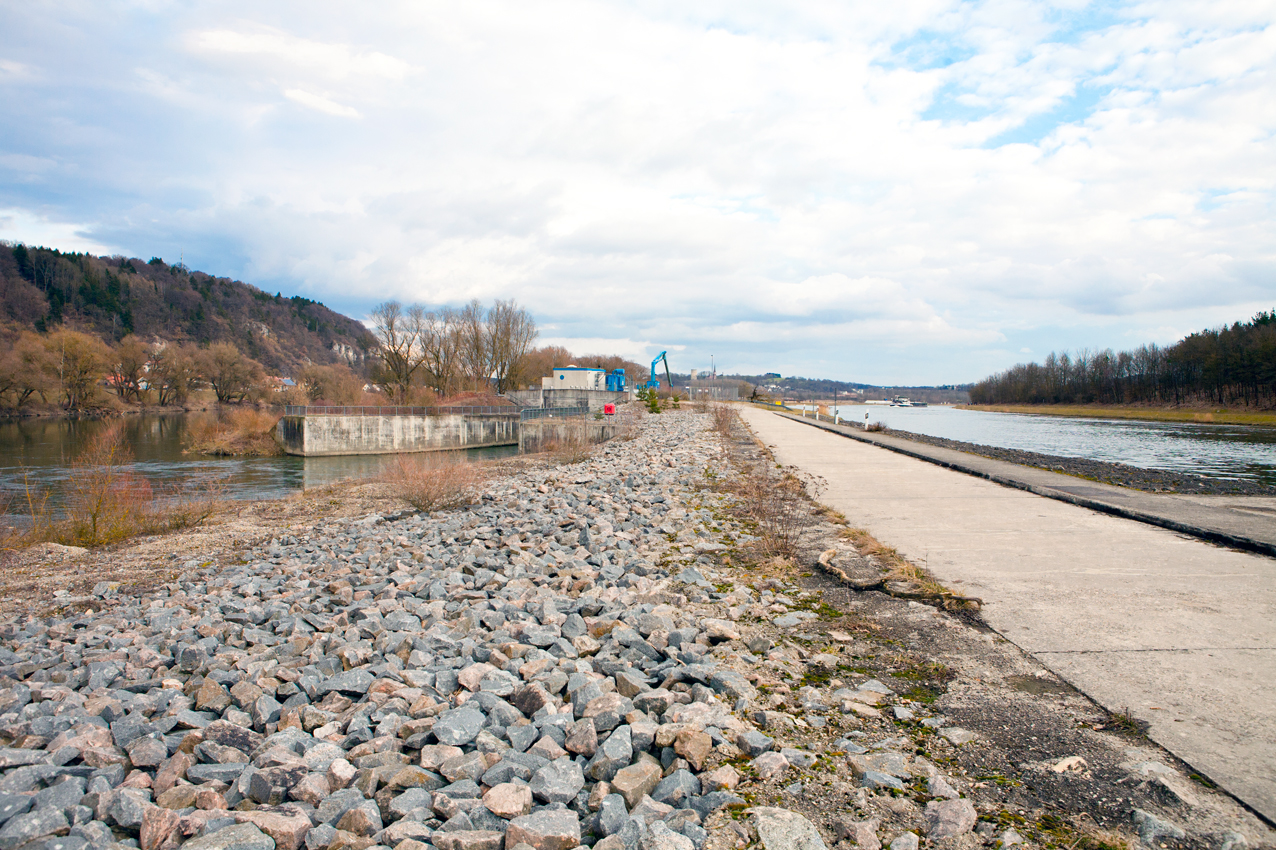
Das höhere Niveau des Rhein-Main-Donau-Kanals (rechts) bei Gundelshausen.